# Manuel Berenguer
Manuel Berenguer Bernabéu (Alicante, 1913 - Madrid, 1999) fue un director de fotografía español formado en Alemania. Trabajó el género noticiario y colaboró en la realización de numerosas películas nacionales e internacionales.

## Biografía
Su primera actividad profesional fue en Barcelona. Manuel Berenguer se dedicó a la foto finish de carreras de galgos. En la Ciudad Condal entró en contacto con la tradición de cine amateur catalán. Se interesó por el trabajo de operador de cámara a raíz del contacto con Max William, un corresponsal de noticiarios de la UFA para el que trabajó. A principios de los años treinta decidió irse a Alemania alentado por William. En el país germano estuvo tres años en los laboratorios Lindau, donde completó su formación. Más tarde, siguió dedicándose a hacer reportajes como corresponsal en Barcelona y Baleares. Al estallar la Guerra Civil Berenguer estaba haciendo el servicio militar. Una vez terminado el servicio Berenguer se incorporó a Laya Films donde trabajó en varios reportajes (bombardeo de Lérida, Aragón 1937, Batallón de Cataluña, entre otros). Después de la guerra el director de fotografía alicantino trabajó para algunos ayuntamientos y asociaciones (Llegada del Cristo del Mar en Benicarló, 1940).
Berenguer rodó su primera película en 1941. En los años 50 fue uno de los primeros en trabajar el color en España. Trabajó en proyectos internacionales del cine estadounidense. Dejó de trabajar en 1977 después de que los rodajes de películas americanas marcharan de España y se dilatan sus proyectos nacionales.

## Proyección internacional
Tuvo cierta proyección internacional. De hecho, en 1974 Berenguer era uno de los tres socios europeos junto con Louis Page y Giuseppe Rotumno que pertenecía a la American Society of Cinematographers. Trabajó con diferentes directores internacionales como Stanley Kramer, Anthony Mann, Nicholas Ray, Christian-Jaque, Alessandro Blasetti, Robert Parrish, Saul Swimmer y Giorgio Ferroni, entre otros.

## Filmografía

### Cortometrajes
- 1937: Aragón 1937
- 1937: Batallones de montaña, Manuel Berenguer
- 1938: Conquista de Teruel, Manuel Berenguer
- 1946: Así es Cataluña, Arturo Pérez Camarero (serie de 15 cortometrajes)
- 1959: El Greco en Toledo, Pío Caro Baroja (c)
- 1959: El entierro del conde de Orgaz, Pío Caro Baroja (c)

### Largometrajes
- 1941: El 13.000, Ramón Quadreny
- 1941: Pimentilla, Juan López de Valcárcel
- 1942: Sangre en la nieve, Ramón Quadreny
- 1942: Mosquita en Palacio, Juan Parellada
- 1942: Cuando pasa el amor, Juan López de Valcárcel
- 1943: Canelita en rama, Eduardo G. Maroto
- 1943: Enemigo, Antonio Santillán
- 1943: El camino del amor, José María Castellví
- 1944: Macarena, Antonio Guzmán Merino y Luis Ligero
- 1945: Viento de siglos, Enrique Gómez
- 1946: La próxima vez que vivamos, Enrique Gómez
- 1946: Cuando llegue la noche, Jerónimo Mihura
- 1947: Dulcinea, Luis Arroyo
- 1947: Las inquietudes de Shanti Andía, Arturo Ruiz Castillo
- 1947: Reina santa, Rafael Gil (no acreditado, con Alfredo Fraile)
- 1947: La nao Capitana, Florián Rey
- 1947: La dama del armiño, Eusebio Férnandez Ardavín
- 1947: Nada, Edgar Neville
- 1947: Cuatro mujeres, Antonio del Amo (con Juan Mariné)
- 1947: Botón de ancla, Ramón Torrado (interiores) (con Andrés Pérez Cubero)
- 1948: El huésped de las tinieblas, Antonio del Amo
- 1948: La manigua sin Dios, Arturo Ruiz Castillo
- 1948: El marqués de Salamanca, Edgar Neville
- 1948: El señor Esteve, Edgar Neville
- 1949: Neutralidad, Eusebio Fernández Ardavín
- 1949: Un hombre va por el camino, Manuel Mur Oti
- 1949: Yo no soy la Mata-Hari, Benito Perojo
- 1950: Vértigo, Eusebio Fernández Ardavín (con Andrés Pérez Cubero) (c)
- 1950: Bebla, la virgen gitana, Ramón Torrado (c)
- 1950: Balarrasa, José Antonio Nieves Conde (con José F. Aguayo)
- 1951: Cielo negro, Manuel Mur Oti
- 1951: La niña de la venta, Ramón Torrado (c)
- 1951: María Morena, José María Forqué y Pedro Lazaga (c)
- 1952: Estrella de Sierra Morena, Ramón Torrado (c)
- 1952: Los ojos dejan huellas, José Luis Sáenz de Heredia
- 1952: Pluma al viento/Plume au vent, Ramón Torrado y Louis Cuny (con Michael Kelber) (esp-fr)
- 1952: Bienvenido, míster Marshall, Luis G. Berlanga
- 1952: Cabaret, Eduardo Manzanos Brochero
- 1953: Condenados, Manuel Mur Oti
- 1954: La patrulla, Pedro Lazaga
- 1954: Crimen imposible, César F. Ardavín
- 1954: La Pecadora, Ignacio F. Iquino
- 1955: La lupa, Luis Lucia
- 1955: Tormenta/Thurderstrom, John Guillermin (esp-gb)
- 1955: La vida es maravillosa, Pedro Lazaga (con Salvador Torres Garriga) (c)
- 1956: Cuerda de presos, Pedro Lazaga
- 1956: Fedra, Manuel Mur Oti (c)
- 1957: Horas de pánico/Hours of Panic, Donald Taylor (esp-usa) (c)
- 1957: ...Y eligió el infierno, César F. Ardavín
- 1957: La guerra empieza en Cuba, Manuel Mur Oti (c)
- 1958: Mi mujer es doctor/Totó Vittorio e la dotoressa/Dites 33, Camillo Mastrocinque (esp-it-fr)
- 1958: Aquellos tiempos del cuplé, Manuel Cano y José Luis Merino (c)
- 1958: La muchacha de la plaza de San Pedro/La ragazza di piazza San Pietro, Piero Costa (esp-it)
- 1958: Gli zitelloni, Giorgio Bianchi (esp-it)
- 1959: Mara, Miguel Herrero (c)
- 1959: Molokai, Luis Lucia
- 1959: El lazarillo de Tormes/Lazzarillo de Tormes, César F. Ardavín (esp-it)
- 1959: La fiel infantería, Pedro Lazaga (c)
- 1959: La culpa fue de Eva/Totó, Eva e il pennello proibito, Steno (con Álvaro Mancori) (esp-it-fr)
- 1959: Contrabando en Nápoles/I ladri, Lucio Fulci (esp-it)
- 1960: Patricia mía/Punto y banca, Enrique Carreras (esp-arg)
- 1960: Un rayo de luz, Luis Lucia (c)
- 1961: Solteros de verano, Alfonso Balcázar
- 1961: Rey de reyes/King of King, Nicolás Ray (con Franz Olaner y Milton Krasner) (usa) (c)
- 1962: Al otro lado de la Ciudad, Alfonso Balcázar
- 1962: A Hierro muere, Manuel mur oti (esp-arg)
- 1962: El sol en el espejo, Antonio Róman (con Berto Etchebehere) (esp-arg)
- 1962: Una isla con tomate, Tony Leblanc (c)
- 1963: Se vive una vez, Arturo González, Jr.
- 1963: Fuego/Pyro, Julio Coll (esp-usa) (c)
- 1964: Un balcón sobre el infierno/Constance aux enfers, Alfonso Balcàzar (esp-fr)
- 1964: The Thin Red Line (El ataque duro siete días), Andrew Marton (usa) (c)
- 1964: La otra mujer/L’Autre femme/Quella terrible notte, François Villiers (con Cecilio Panaigua) (esp-fr-it)
- 1965: El hijo del pistolero/Son of Gunfighter, Paul Landres (esp-usa)
- 1965: El senderó del odio/Il piombo e la carne, Marino Girolami (con Mario Fioretti) (esp-it-fr)
- 1965: Crack in the world (¿Hacia el fin del mundo?), Andrew Marton (usa)
- 1965: El sonido de la muerte, José Antonio Nieves Conde
- 1966: Pampa salvaje/Savage Pampa, Hugo fregonese (esp-usa-arg)
- 1966: Huyendo del Halcón, Cecil Parker (esp-usa)
- 1968: El rublo de dos caras/Le Rouble à deux faces, Etienne Perier (esp-fr)
- 1968: Krakatoa, East of Java (Al este de Java), Bernard Kowalski (usa)
- 1969: Simón Bolívar/La epopeia de Simón Bolívar, Alessandro Blasetti (esp-it-ven)
- 1969: La residencia, Narciso Ibáñez Serrador
- 1972: La cera virgen, José María Forqué
- 1972: Una Ciudad llamada Bastarda/A town Called Bastard, Robert Parrish (esp-gb)
- 1972: La noche de los diablos/La notte dei diavoli, Giorgio Ferroni (esp-it)
- 1974: La perla negra/The Black Pearl, Saul Swimmer (esp-usa)
- 1975: Manchas de sangre en un coche nuevo, Antonio Mecero
- 1975: Jo, papá, Jaime de Armiñán

## Reconocimientos
Medallas del Círculo de Escritores Cinematográficos
| Año  | Categoría                          | Película                                                                                   | Resultado |
| ---- | ---------------------------------- | ------------------------------------------------------------------------------------------ | --------- |
| 1947 | Mejor fotografía                   | Las inquietudes de Shanti Andía La nao Capitana La dama del armiño Cuatro mujeres Dulcinea | Ganador   |
| 1949 | Mejor fotografía                   | Un hombre va por el camino                                                                 | Ganador   |
| 1952 | Mejor fotografía                   | Los ojos dejan huellas                                                                     | Ganador   |
| 1953 | Mejor fotografía                   | Condenados                                                                                 | Ganador   |
| 1954 | Mejor fotografía                   | ¿Crimen imposible?                                                                         | Ganador   |
| 1957 | Mejor fotografía en blanco y negro | ... Y eligió el infierno                                                                   | Ganador   |
| 1959 | Mejor fotografía                   | El Lazarillo de Tormes                                                                     | Ganador   |
| 1975 | Mejor fotografía                   | Jo, papá                                                                                   | Ganador   |

- 1995: Premio nacional honorífico al conjunto de su carrera de la Asociación Española de Autores de Obras Fotográficas Cinematográficas (AEC)